# Хохлов, Константин Николаевич
Константи́н Никола́евич Хохло́в (16 октября 1916, Ачинский уезд, Енисейская губерния — 17 октября 2002, Москва) — командир телефонного отделения батальона 5-й гвардейской Краматорской отдельной мотострелковой бригады, гвардии старший сержант, Герой Советского Союза.

## Биография
Родился 3 октября 1916 года в селе Даурск. Русский. Член ВКП(б)/КПСС с 1944 года. Окончил 7 классов школы. Работал в колхозе пчеловодом, а затем заведовал колхозной пасекой. По возвращении с действительной военной службы работал монтёром на Даурской телефонной станции.
В Красной Армии в 1937—1939 годах. Участник боёв у озера Хасан в 1938 году. На фронте в Великую Отечественную войну с 1942 года.
Командир телефонного отделения батальона 5-й гвардейской отдельной мотострелковой бригады 3-й гвардейской армии 4-го Украинского фронта гвардии старший сержант Хохлов в числе добровольцев, выполняя обязанности командира взвода связи, одним из первых в ночь на 8 февраля 1944 года преодолел Днепр в районе города Никополь, установил и поддерживал связь штабов батальона и бригады, участвовал в отражении ряда контратак противника. Одним из первых ворвался в город Никополь. Будучи раненым, не покинул поля боя.
Указом Президиума Верховного Совета СССР от 19 марта 1944 года за образцовое выполнение заданий командования и проявленные при этом мужество и героизм, гвардии старшему сержанту Хохлову Константину Николаевичу присвоено звание Героя Советского Союза с вручением ордена Ленина и медали «Золотая Звезда».
После войны демобилизован. Жил в Москве, работал на Московской экспериментальной картонной фабрике.
Умер 17 октября 2002 года, похоронен на Ваганьковском кладбище в Москве.

## Награды
- Герой Советского Союза (орден Ленина и медаль «Золотая Звезда»; 19.3.1944)
- Отечественной войны 1-й степени
- Трудового Красного Знамени,
- медали, в том числе:
  - «За отвагу» (14.12.1943[3], 24.4.1944[4])
  - «За победу над Германией» (1945)[1]

## Комментарии
1. ↑  Село Даурск (Даурское)[2], относившееся в Ачинскому уезду и являвшееся в 1935—1962 годы центром Даурского района, было упразднено в связи с созданием Красноярского водохранилища; территория относится к нынешнему Балахтинскому району Красноярского края; это же название носит село, созданное в 1962 году для переселенцев из Даурска, Каляжихи, Дорошкеева, Усть-Погромной, Донникова.